# Goffredo il Villoso
Goffredo il Villoso, conosciuto anche come Goffredo l'Irsuto (Guifred in francese, Guifré in catalano, Wuifredo in spagnolo, in portoghese e in galiziano, Wuifredus in latino) (Prades, 840 circa – Tremp, 11 agosto 897), fu conte d'Urgell, della Cerdagna e di Conflent, dall'870, poi conte di Barcellona, di Gerona e di Osona, dall'878, ma soprattutto fu il primo conte indipendente (l'indipendenza formale si ebbe solo circa cento anni dopo, nel 988, con il conte Borrell II) delle contee sud-pirenaiche dal re dei Franchi occidentali, ed è considerato il fondatore della Casa di Barcellona.

## Origini
Le origini di Goffredo il Villoso sono incerte; secondo lo storico Ramon d'Abadal i de Vinyals era il figlio primogenito di Sunifredo I, Conte d'Urgell, Cerdagna, Osona, Besalú, Narbona, Béziers e Nîmes, duca di Settimania e marchese della marca di Spagna e di Ermessinda. Il documento n° I del Cartulaire Roussillonais inerente a una donazione all'abbazia di Lagrasse, datato 865, conferma che Sunifredo ed Ermessinda erano sposati (quod Sunicfredo comiti fecit cum uxore Ermesinda), mentre il documento n° 31 del Recueil des chartes de l'Abbaye de La Grasse. T. I, 779-1119 inerente ancora una donazione all'abbazia di Lagrasse, datato 878, conferma che Goffredo e i fratelli Sisenanda, Sunifredo, Rodolfo e Miró (Sesenanda, Sunicfredus, Wifredus comes, Radulfus comes, Miro comes), erano figli di Sunifredo ed Ermessinda (Sunicfredi genitoris nostri vel domnæ Ermesinde genititricis nostræ). Suo fratello Mirone, dall'878, era il conte di Rossiglione e di Conflent.
Invece la leggenda lo vuole figlio di un nobile visigoto, Bellone (che aveva importanti incarichi nelle contee di Urgell, Cerdagna, Conflent e Barcellona) oppure del conte Goffredo d'Arria, cavaliere del Conflent (all'incirca l'attuale Cantone di Prades, sui Pirenei francesi) che fu ucciso dal conte Salomone di Urgell e vendicato poi da Goffredo stesso, secondo la Crónica de San Juan de la Peña, al capitolo XXII, e secondo l'Ex Gestis Comitum Barcinonensium il padre di Goffredo il Villoso, anche lui di nome Goffredo, fu ucciso in combattimento dalle truppe francesi, nei pressi di Santa Maria del Puig.

## Biografia

### La giovinezza e le investiture

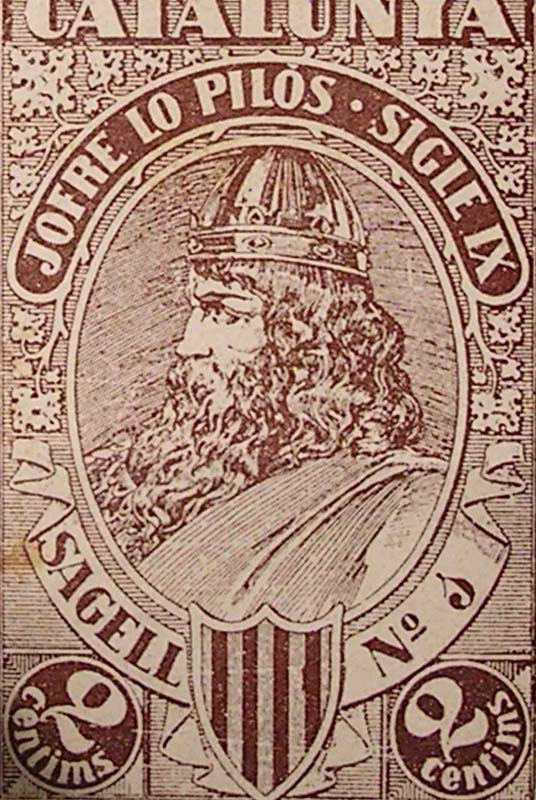
Francobollo della Renaixença catalana dedicato a Goffredo

In seguito alle lotte dinastiche all'interno dell'impero carolingio dopo la morte di Ludovico il Pio e del Trattato di Verdun nell'843, Bernardo di Settimania, allora Conte di Tolosa, Conte di Barcellona e Conte di Gerona nonché di numerose altre contee, si alleò con Pipino II di Aquitania contro Carlo il Calvo, ma alla sconfitta di Pipino, Bernardo venne condannato a morte e le contee di Barcellona e Girona vennero concesse a Sunifredo I, padre di Goffredo.
Tuttavia nell'848 Guglielmo di Settimania, figlio di Bernardo di Settimania, dopo la rivincita di Pipino II di Aquitania, si impossessò nuovamente di questi territori e della comarca di Empúries.
Alla fine però ebbe la meglio Carlo il Calvo che, morto il conte Salomone di Urgell (personaggio semi-sconosciuto che secondo la Crónica de San Juan de la Peña, al capitolo XXIII, e l'Ex Gestis Comitum Barcinonensium, venne ucciso da Goffredo il Villoso, ancora ragazzo), durante l'Assemblea di Attigny, nominò, nell'870, Goffredo Conte di Urgell e Cerdagnae di Conflent. Quest'ultima la fece governare a suo fratello Mirone.
Nella Histoire Générale de Languedoc si narra che, nell'873, Goffredo e il fratello Mirone fondarono una chiesa di Notre-Dame a Formiguera.
Il 27 giugno 875, assieme alla moglie Guinidilda, Goffredo fece una donazione al Monastero di Sant Joan de les Abadesses, presso Ripoll, in onore della figlia Emma (probabilmente per la nascita), che poi sarebbe divenuta badessa del monastero stesso.
Goffredo ricevette il titolo di Conte di Barcellona, Osona, Rossiglione, Narbona, Agde, Magalona, Béziers e Nîmes, dopo avere partecipato alla sconfitta della ribellione (marzo-aprile 878) di Bernardo di Gotia, che ricopriva queste cariche. Goffredo lasciò al fratello Mirò il Rossiglione e il Conflent, che già amministrava dall'870.
Goffredo venne investito di questa onorificenza l'11 settembre dell'878, data ricorrente nella storia della Catalogna.

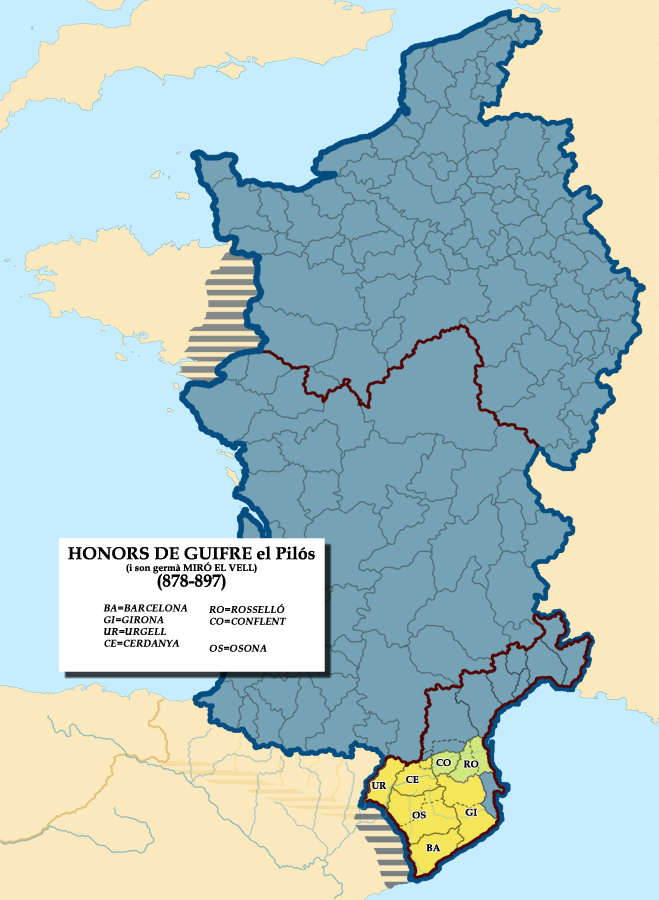
Territori di Goffredo il Villoso (878-897)
Territori di Mirò I del Rossiglione, fratello di Goffredo (878-897)
Francia Occidentale (843-987)

     Territori di Goffredo il Villoso (878-897)
     Territori di Mirò I del Rossiglione, fratello di Goffredo (878-897)
     Francia Occidentale (843-987)

### L'intervento a Osona
Dopo l'investitura dell'878 il dominio di Goffredo si estendeva dai Pirenei al mare, unificando per la prima volta, dalla morte di suo padre (848), territori che andavano da Urgell e Cerdagna a Barcelona e Girona. Nei territori, compresi tra queste regioni che prima erano politicamente divisi ed erano spopolati da tempo (dalla rivolta di Aissó dell'826-827), Goffredo organizzò, in quegli anni una forte ondata migratoria di gente proveniente dalle regioni pirenaiche di Pallars, Urgell, e Cerdagna, ove si erano rifugiati nel secolo precedente, dopo il collasso del regno visigoto, in cerca di protezione dall'instabilità della zona pianeggiante.
In questa occasione Goffredo si dimostrò capace anche di amministrare, oltre che di guerreggiare, e definì una serie di misure per canalizzare questi flussi e delimitare nuclei di ripopolamento integrati con i centri già esistenti, rispettando tradizioni etniche radicate presenti all'interno del territorio, come nel caso di Osona (in cui nell'885 designò un visconte che in sua assenza difendesse la frontiera meridionale con al-Andalus), oppure creando zone-cuscinetto come nel caso di Manresa, che era la prima linea della frontiera con l'emirato islamico di al-Andalus. Riorganizzò inoltre a fondo la struttura ecclesiastica, premiando i prelati che lo avevano appoggiato o destituendo quelli che lo avevano contrastato, ma comunque promuovendo la costruzione di una rete fitta di parrocchie e monasteri sia come difesa contro l'Islam che come controllo sul territorio, ripristinando il vescovado di Vic. Va ricordato a questo proposito l'impegno nella fondazione del Monastero di Ripoll e del Monastero di Sant Joan de les Abadesses, a capo del quale mise la propria figlia Emma, mentre il figlio Rodolfo studiò all'interno di quello di Ripoll, di cui divenne abate.

### La crisi della monarchia carolingia
Dopo la morte del re dei Franchi occidentali Luigi II il regno, nell'879, fu diviso tra i suoi due figli, entrambi minorenni: a Luigi III toccarono la Neustria e la parte occidentale dell'Austrasia, inclusa la Lorena; a Carlomanno II toccarono la Borgogna, l'Aquitania, inclusa la Settimania e i contadi sud-pirenaici.
Il vuoto di potere causato da questa successione fu aggravato dalle morti successive di Luigi III (882) e di Carlomanno (884); a causa del difficile momento che viveva il regno di Francia, anche a causa dei continui attacchi dei Normanni, la nobiltà scartò l'ipotesi di mettere sul trono il figlio postumo di Luigi il Balbo, Carlo il Semplice, ancora in tenera età, ma offrirono la corona a Carlo il Grosso, re dei Franchi orientali, dall'882, e che era stato incoronato imperatore dal papa Giovanni VIII nell'881, riunendo così, per l'ultima volta, tutti i domini carolingi sotto un unico sovrano.
Carlo però non aveva la tempra del nonno, Ludovico il Pio, né del bisnonno, Carlo Magno, per cui invece di difendere con le armi, Parigi, sotto assedio dei Normanni, tra l'885 e l'886, pagò loro un tributo purché togliessero l'assedio: i Normanni si diressero in Burgundia.
Inoltre non riuscì a domare le rivolte scoppiate in Sassonia, Franconia, Turingia, Baviera e Svevia.
A seguito di questi avvenimenti Carlo il Grosso fu esautorato.
Alla morte di Carlo il Grosso (888) il regno di Germania andò al nipote di Carlo, Arnolfo di Carinzia, figlio illegittimo di Carlomanno di Baviera, il regno d'Italia a Berengario del Friuli, carolingio da parte di madre, mentre il regno di Francia, scavalcando ancora una volta il legittimo erede, Carlo il Semplice, a Oddone, conte di Parigi (888-898), che carolingio non era, intaccando così il principio di legittimità; pertanto le contee più periferiche (come quelle catalane) non si sentirono più legate al trono e cominciarono ad auto-governarsi, anche per la distanza che le separava dal potere centrale.

### I conti catalani e la crisi carolingia

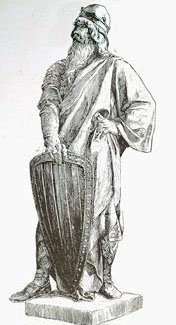
Disegno della statua di Goffredo eseguita da Venanci Vallmitjana nel 1888, posta nel Passeig de Sant Joan a Barcellona e distrutta durante la guerra civile

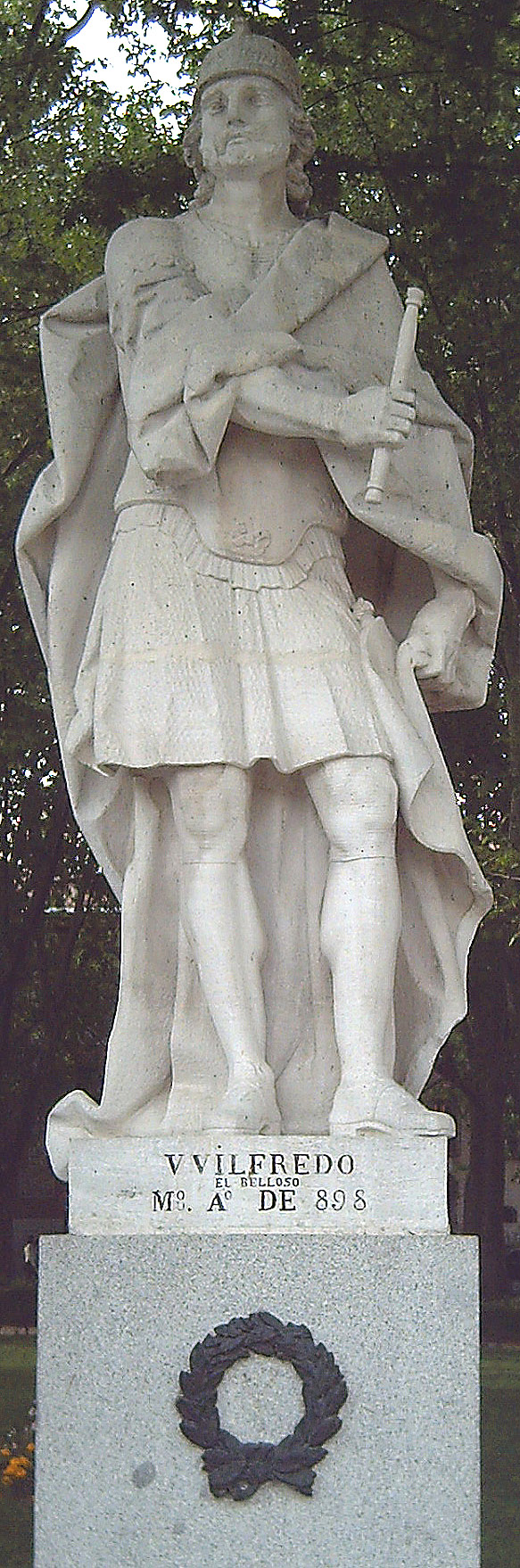
Statua di Goffredo, che si trova nel Paseo de la Argentina

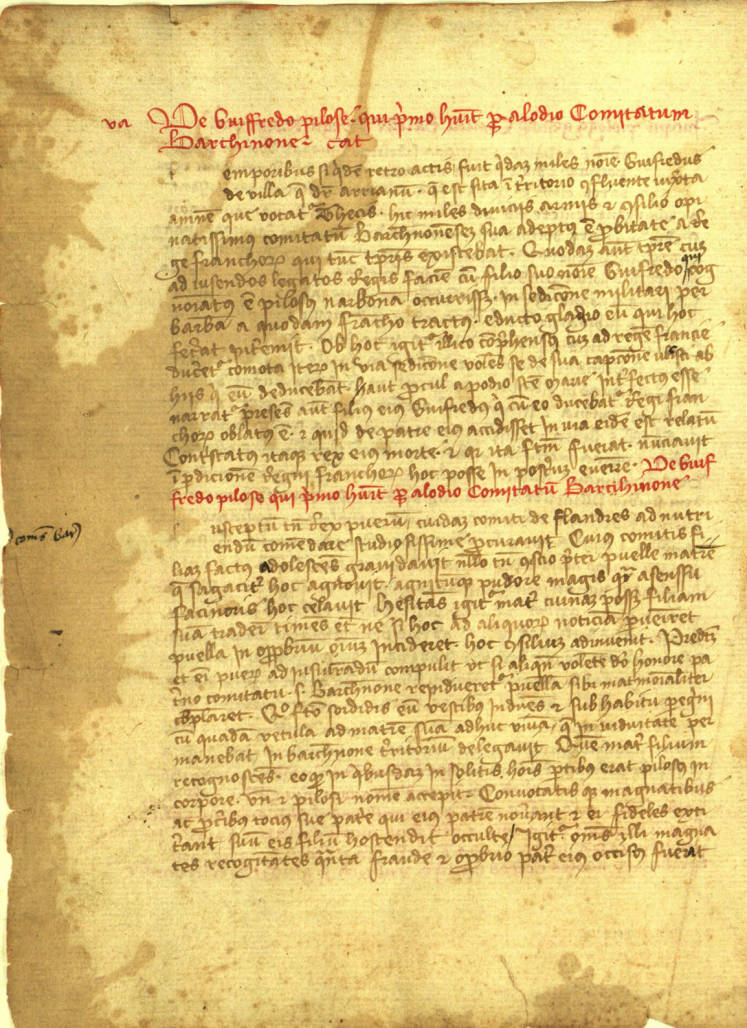
Il Gesta Comitum Barchinonensium inizia con la Leggenda di Goffredo

I conti catalani, Goffredo, Miró del Rossiglione e Conflent (parte del Rossiglione), e Sunyer II e Delà di Empúries furono leali con i monarchi carolingi (lo dimostra la visita fatta da Carlo il Grosso al vescovo di Girona); in realtà, dopo la morte di Luigi il Balbo, fu solo nominale.
Infatti quando nell'880 Carlomanno attaccò Bosone I di Provenza, che era stato proclamato re di Burgundia (Provenza e parte della Borgogna), il 15 ottobre 879, dai nobili e dall'alto clero del regno riuniti in assemblea in Provenza, i conti catalani gli diedero il loro appoggio, ma né si unirono alla spedizione, né inviarono truppe, giustificandosi che erano ancora impegnati contro i seguaci di Bernardo di Gotia, in Settimania.
Infine non parteciparono all'assemblea di Ponthion (885) in quanto non ritenevano che il problema degli attacchi dei Normanni riguardasse la Catalogna.
Alla morte di Carlo il Grosso, non riconobbero come re il conte di Parigi, Oddone, ma non si batterono nemmeno per i diritti dell'erede carolingio, Carlo il Semplice.
Nei suoi dieci anni di regno Oddone, assorbito totalmente dal problema Normanno, non ebbe tempo di rivolgersi contro le contee catalane che non lo riconoscevano.
Nell'886 si era venuta a creare una difficile situazione legata alle nomine ecclesiastiche: un certo Esclua, prete guascone, in assenza dell'arcivescovo Teotardo di Narbona, con l'appoggio del conte di Pallars e Ribagorza e l'approvazione di Goffredo, si fece nominare, destituendo il titolare Ingoberto, vescovo di Urgell; ma quando Esclua, nominandosi metropolita della Tarraconense, si staccò dalla diocesi di Narbona e riportò la sede vescovile a Empúries.
Goffredo, che era alleato di Testardo, non poté seguirlo e si oppose.
Allora i conti di Empúries si avvicinarono a Oddone e il conte Sunyer II si recò a Orléans, alla corte del re (889), per perorare la sua causa.
Allora anche Testardo si riavvicinò a Oddone e ottenne il permesso di convocare, a Nîmes (890), un concilio di tutti i vescovi della diocesi (Settimania e Catalogna) in cui vengono condannate tutte le usurpazioni ed Esclua ottenne il perdono con l'incarico di comunicare le risoluzioni sinodali al conte Sunyer II di Empúries.
La crisi ecclesiastica si concluse con il sinodo di Urgell (892), che confermò le decisioni di Nîmes.
Anche in campo ecclesiastico Goffredo sviluppò una politica di relazione diretta con il papato.
In conclusione questa vicenda mostrò che i monarchi sia carolingi, Carlo il Grosso (885-888), sia non carolingi, Oddone (888-898), furono passivi, in modo inconcepibile per Luigi il Balbo e i suoi predecessori, da Carlo il Calvo a Carlo Magno.

### Ultimi anni e morte di Goffredo
Secondo la Marca Hispanica sive Limes Hispanicus Goffredo, tra l'888 e l'890, fece diverse donazioni:
- il 20 aprile 888, assieme alla moglie, ne fece una al Monastero di Santa Maria di Ripoll[13],
- nello stesso giorno, sempre assieme alla moglie, fece una seconda donazione al Monastero di Ripoll, per il figlio Rodolfo che entrava in monastero[13]
- il 25 giugno 890, sempre assieme alla moglie, fece una donazione alla chiesa di San Pietro di Ripoll[13]
- il 19 luglio 890, sempre assieme alla moglie, fece un'altra donazione al Monastero di Ripoll[13]
- Goffredo compare per l'ultima volta in un documento, sempre assieme alla moglie, il 21 agosto 897[9]

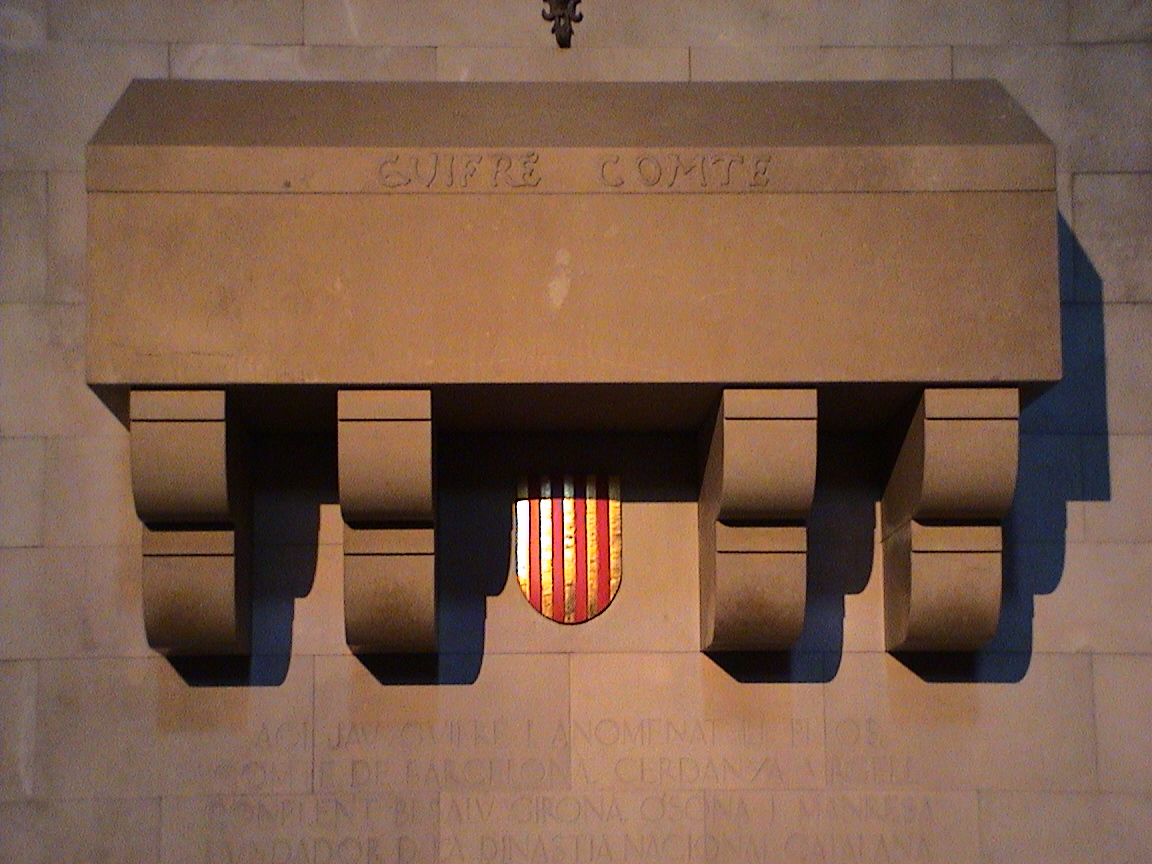
Sepolcro del Conte Goffredo al monastero di Ripoll

Tra l'883 e l'884 gli arabi avevano cominciato a reagire all'espansione di Goffredo, che aveva guadagnato posizioni nella contea di Osona a Cardona, a Berguedà e a sud del fiume Llobregat; a nord di Solsona, Manresa e Montserrat.
I Banu Qasi, nel 986, fortificarono la città di Lleida, governata dal wali, Ismail bin Musa. Goffredo attaccò la città, senza risultato, anzi pagando grandi perdite.
L'anno dopo, il successore di Ismail, Lupo Ibn Muhammad, attaccò Barcellona e, secondo la Cronaca piniatense nella battaglia dell'11 agosto 897 Goffredo perse la vita vicino a Santa Maria del Puig, Tremp, Catalogna.
Dai necrologi del monastero risulta che fu sepolto nel Monastero di Sant Joan de les Abadesses di Ripoll, che lui aveva fatto costruire dopo avere sconfitto i Saraceni.

### La successione
La successione non fu più determinata dal re dei Franchi, Oddone, ma fu ereditaria. Questo era già avvenuto nell'895, alla morte di Mirò, fratello di Goffredo, la contea di Rossiglione passò a Sunyer II di Empúries, mentre la contea di Conflent passò a Goffredo il Villoso, senza l'approvazione reale.

Alla morte di Goffredo vi fu una successione congiunta di quattro figli: - Goffredo Borrell, Miró, Sunifredo e Sunyer- sotto la guida del primogenito Goffredo Borrell.
In un secondo tempo si divisero le contee:
- a Goffredo Borrell e Sunyer andarono le contee di Barcellona, Girona ed Osona,
- a Sunifredo la contea d'Urgell,
- a Miró le contee di Cerdagna, Conflent e Berga.

### Matrimonio e discendenza
Prima dell'875 Goffredo sposò Guinidilda († prima del 904), secondo la storica britannica Alison Weir era figlia di Baldovino I di Fiandra, anche secondo la Crónica de San Juan de la Peña, al capitolo XXIII e l'Ex Gestis Comitum Barcinonensium e di Giuditta, la figlia del re dei Franchi occidentali, Carlo il Calvo, mentre alcuni storici catalani sostengono che Guinidilda fosse d'origine catalana, forse figlia di Mirò I (quindi nipote di Goffredo il Villoso) conte di Rossiglione, oppure di Borrell, Conte di Cerdagna, Urgell e Osona oppure ancora di Sunifredo. Goffredo da Guinidilda ebbe nove (o dieci) figli:
- Rodolfo di Barcellona (?-940), monaco del Monastero di Santa Maria di Ripoll, poi vescovo d'Urgell, secondo l'Ex Gestis Comitum Barcinonensium[6], il 20 aprile 888, i genitori fecero una donazione al Monastero di Ripoll, per il suo ingresso nel monastero[13] di cui divenne abate[9]. Rodolfo compare in altri tre documenti del 908, del 911 e del 913[9]. Si ha anche notizia che prese moglie di cui non si conoscono né il nome né gli ascendenti e dalla quale ebbe due figli[2][9]:
  - Sunifredo († prima del 29 luglio 924), perché in quella data il padre Rodolfo fece una donazione per l'anima del figlio[9]
  - Oliva († 947), che, in un documento del 936, figura con il padre nella vendita dell'allodio di Santa Maria de Palautordera, allo zio, il conte Sunyer I[9]. Poi compare in un altro documento del 943[9]. Aveva sposato Eilo († dopo il 26 settembre 955) che gli diede una figlia:
    - Enchilia († dopo il 26 settembre 955), suora al monastero di Ripoll, che compare, assieme alla madre, in una donazione del 26 settembre 955, da loro fatta al monastero stesso[18]
- Goffredo Borrell[6] (circa 874-911), conte di Barcellona
- Sunyer[6] († -15 ottobre 954), conte di Barcellona
- Miró[6] († - ottobre 927), conte di Cerdagna e conte di Besalú
- Sunifredo († -948), dall'897 Conte d'Urgell
- Emma († 942), monaca del monastero di Sant Joan de les Abadesses, vicino a Ripoll, del quale, poi, divenne badessa. A quel monastero i suoi genitori avevano fatto una donazione, in onore di Emma, il 27 giugno 875[11]. Fu badessa del Monastero di Sant Joan de les Abadesses, fino alla morte ed è citata in altre due donazioni della Coleccion diplomatica del Contado de Besalù, Tomo XV-IV, nei Documenti MMXXII[19] e MMXXIII[20]. Emma venne citata anche nel testamento di suo fratello Miró[9]
- Quíxol, Cixilona o Xixilona († 22 febbraio 945), data confermata in un documento dello stesso anno. Suora. Fu sepolta nella cappella di Santa Maria del Camí a la Garriga, dove era stata badessa[9]
- Riquilda († prima del 19 aprile 921). In quest'ultima data suo fratello, il conte Sunyer fece una donazione per la sua anima[9]
- Ermessenda († dopo il 13 gennaio 921), data in cui è nominata nel testamento del fratello Mirò[9]
- Guinidilda († dopo il 923), su quest'ultima figlia non vi è certezza, ma è molto probabile e fu la moglie del conte Raimondo II di Tolosa († circa 924), sia perché nel documento 52 dell'Histoire Générale de Languedoc, Preuves, Tome V è citata, come contessa in una donazione alla cattedrale di Narbona[21], sia perché, nelle Europäische Stammtafeln[22], vol II, 68 (non consultate), risulta che Guinidilda era la moglie di Raimondo II di Tolosa[9].

## La visione storica di Goffredo
L'attuale immagine di Goffredo come artefice dell'indipendenza catalana è stata creata dagli storici del XIX secolo, che svilupparono un'idea resa popolare durante la Renaixença, specialmente dal drammaturgo Serafí Pitarra con la frase Fills de Guifré el Pilós, això vol dir catalans (Figli di Goffredo il Villoso, questo vuol dire Catalani). Si sostiene che la bandiera a quattro barre sia stata creata da lui che morente, ferito dai Mori, passò quattro dita insanguinate sullo scudo.
In ultima analisi Goffredo fu un nobile dell'impero carolingio che approfittando del collasso del potere reale si creò un potere personale che poi trasmise ai propri figli, creando così la casa comitale barcellonese e poi casa reale catalana, che fu trasformato in un eroe che combatté sia i musulmani che i Franchi conseguendo l'indipendenza della Catalogna.

## Ascendenza
|                           |                          |                  | Genitori |  |  | Nonni |  |  | Bisnonni |  |  | Trisnonni |  |
|                           |                          |                  |          |  |  |       |  |  | …        |  |  | …         |  |
|                           |                          |                  |          |  |  |       |  |  | …        |  |  | …         |  |
|                           |                          | …                |          |  |  |       |  |  | …        |  |  |           |  |
| Borrell di Osona          |                          |                  |          |  |  |       |  |  | …        |  |  |           |  |
|                           |                          | …                | …        |  |  |       |  |  |          |  |  |           |  |
|                           |                          | …                | …        |  |  |       |  |  |          |  |  |           |  |
|                           |                          | …                | …        |  |  |       |  |  |          |  |  |           |  |
| Sunifredo I di Barcellona |                          | …                |          |  |  |       |  |  |          |  |  |           |  |
|                           |                          | …                | …        |  |  |       |  |  |          |  |  |           |  |
|                           |                          | …                | …        |  |  |       |  |  |          |  |  |           |  |
|                           |                          | …                | …        |  |  |       |  |  |          |  |  |           |  |
| …                         |                          | …                |          |  |  |       |  |  |          |  |  |           |  |
|                           |                          | …                | …        |  |  |       |  |  |          |  |  |           |  |
|                           |                          | …                | …        |  |  |       |  |  |          |  |  |           |  |
|                           |                          | …                | …        |  |  |       |  |  |          |  |  |           |  |
| Goffredo il Villoso       |                          | …                |          |  |  |       |  |  |          |  |  |           |  |
|                           | Enguerrand delle Fiandre | Carlo il Giovane |          |  |  |       |  |  |          |  |  |           |  |
|                           | Enguerrand delle Fiandre | Carlo il Giovane |          |  |  |       |  |  |          |  |  |           |  |
|                           | Enguerrand delle Fiandre | …                |          |  |  |       |  |  |          |  |  |           |  |
| Odacre                    | Enguerrand delle Fiandre |                  |          |  |  |       |  |  |          |  |  |           |  |
|                           |                          | …                | …        |  |  |       |  |  |          |  |  |           |  |
|                           |                          | …                | …        |  |  |       |  |  |          |  |  |           |  |
|                           |                          | …                | …        |  |  |       |  |  |          |  |  |           |  |
| Ermessinda                |                          | …                |          |  |  |       |  |  |          |  |  |           |  |
|                           |                          | …                | …        |  |  |       |  |  |          |  |  |           |  |
|                           |                          | …                | …        |  |  |       |  |  |          |  |  |           |  |
|                           |                          | …                | …        |  |  |       |  |  |          |  |  |           |  |
| …                         |                          | …                |          |  |  |       |  |  |          |  |  |           |  |
|                           |                          | …                | …        |  |  |       |  |  |          |  |  |           |  |
|                           |                          | …                | …        |  |  |       |  |  |          |  |  |           |  |
|                           |                          | …                | …        |  |  |       |  |  |          |  |  |           |  |
|                           |                          | …                |          |  |  |       |  |  |          |  |  |           |  |

### Fonti primarie
- (LA)  Rerum Gallicarum et Francicarum Scriptores, Tomus IX.
- (LA)  Histoire générale de Languedoc, tomus II.
- (LA)  Histoire Générale de Languedoc, Preuves, Tome V.
- (LA)  Cartulaire roussillonnais.
- (LA)  des chartes de l'Abbaye de La Grasse. T. I, 779-1119.
- (LA)  Crónica de San Juan de la Peña.

### Letteratura storiografica
- Rafael Altamira, Il califfato occidentale, in «Storia del mondo medievale», vol. II, 1999, pp. 477–515.
- René Poupardin, I regni carolingi (840-918), in «Storia del mondo medievale», vol. II, 1999, pp. 583–635.
- (LA)  Colección diplomática del Condado de Besalú, tomus XV.
- (LA)  Marca Hispanica sive Limes Hispanicus, 1688.
- (EN) The Development of Southern French and Catalan Society, 718-1050, su libro.uca.edu.